# بیلی همیلتون
بیلی همیلتون (انگلیسی: Billy Hamilton؛ زادهٔ ۹ مهٔ ۱۹۵۷) بازیکن و مربی فوتبال اهل ایرلند شمالی بود.
از باشگاه‌هایی که در آن بازی کرده‌است می‌توان به باشگاه فوتبال لینفیلد، باشگاه فوتبال کویینز پارک رنجرز، باشگاه فوتبال برنلی، باشگاه فوتبال اسلایگو راورز، و باشگاه فوتبال آکسفورد یونایتد اشاره کرد.
وی همچنین در تیم ملی فوتبال ایرلند شمالی بازی کرده‌است.